# Спомен-чесма Јасмини Јовановић
Спомен-чесма Јасмини Јовановић налази се у парку код Мостарске петље, између Улице кнеза Милоша и Сарајевске улице у Београду.
Чесму је подигла Градска општина Савски венац 5. октобра 2002. године, у спомен на другу годишњицу страдања Јасмине Јовановић, активисткиње Демократске странке Србије из Милошевца код Велике Плане, која је изгубила живот током демонстрација 5. октобра 2000. године против Слободана Милошевића.
У тренутку погибије, Јасмина је имала 39 година. Погинула је тако што је пала под точкове камиона. Током ових демонстрација страдало је двоје људи.
На спомен-табли која се налази на чесму, стоји текст: „Јасмина Јовановић (1961—2000), читаву деценију живела је за исти сан. На прагу његовог остварења срела је смрт 5. октобра, недалеко од овог места. Срби.”
Спомен-плоча је оштећена 2011. године, али је касније обновљена.